# Stanice (kozáci)

Oblasti Ruska, ve kterých se vyskytují stanice

Stanice (rusky: станица; ukrajinsky: станиця) je kozácká sídelní jednota nižšího řádu v Rusku, tedy zhruba kozácká dědina. Původně byly stanice základními sídelními jednotkami kozáckych vojsk, centry ekonomické a politické organizace Kozáků v určité oblasti. Nyní jsou chápány jako druh zemědělské lokality a jsou časté především v jižních oblastech Ruska.